# Leukos Limen
Leukos Limen (von altgriechisch λευκός leukós, deutsch ‚weiß‘ und λιμήν limḗn, deutsch ‚Hafen‘ – wörtlich „weißer Hafen“, ägyptisch Duau) war ein ptolemäischer Hafen am Roten Meer. Er wird unter anderem im Periplus Maris Erythraei (40–70 n. Chr.) erwähnt. Leukos Limen wird von Whitcomb und Johnson mit Quseir al-Quadim identifiziert, jedoch gilt diese Identifikation aufgrund der Fundlage als nicht schlüssig.
Er wurde vermutlich Ende des ersten nachchristlichen Jahrhunderts zu einem größeren Hafen ausgebaut.